# ديفيد إس. ماسون
ديفيد إس. ماسون (بالإنجليزية: David S. Mason)‏ هو عالم سياسة أمريكي، ولد في 1947.